# Titularbistum Oppidum Novum
Oppidum Novum (ital.: Oppido Nuovo) ist ein ehemaliges Bistum der römisch-katholischen Kirche und heute ein Titularbistum.
Es geht zurück auf die antike Stadt Oppidum Novum in der römischen Provinz Mauretania Caesariensis im Norden des heutigen Algeriens.
| Titularbischöfe von Oppidum Novum |                       |                                            |                  |                  |
| Nr.                               | Name                  | Amt                                        | von              | bis              |
| 1                                 | Silvio Maria Dário    | Weihbischof in Botucatu (Brasilien)        | 22. Februar 1965 | 27. Mai 1968     |
| 2                                 | Johann Bockwinkel SVD | Prälat der Prälatur Encarnación (Paraguay) | 11. Mai 1968     | 3. November 1977 |
| 3                                 | Peter Anthony Rosazza | Weihbischof in Hartford (USA)              | 28. Februar 1978 |                  |